# Alfred Bernstein

Alfred Bernstein wehrt gegen Anton Unseld (Stuttgarter Kickers) ab (1921)

Anzeige am 10. Oktober 1930 in den Münchener Neuesten Nachrichten

Alfred Bernstein (* 26. Mai 1897; † 17. Januar 1972) war ein deutscher Fußballspieler, der von 1920 bis 1928 in München für den FC Wacker und FC Bayern aktiv war und mit diesen Vereinen unter anderem drei Süddeutsche Meisterschaften gewann. Nach seiner Zeit als Fußballer engagierte er sich als Automobilsportler.
Alfred Bernstein, von Beruf Buchhalter, war der Sohn eines ostpreußischen Juden der 1914 in Wien Selbstmord beging, hatte allerdings eine deutsche Mutter und war protestantisch getauft und konfirmiert, was ihn wohl in der Zeit des Dritten Reiches vor größerem Ungemach bewahrte.

## Karriere

### 1918 bis 1924: FC Wacker München
Bernstein gehörte als Torhüter von 1918 bis 1924 dem FC Wacker München an  für den er zunächst in der Gauliga Oberbayern, dann in der Kreisliga Südbayern, und ab 1923/24 in der leistungsdichteren Bezirksliga Bayern, der seinerzeit regional höchsten Spielklasse zum Einsatz kam. Am Ende seiner Premierensaison gewann er mit seiner Mannschaft zunächst die Südbayerische, anschließend die Bayerische und zuletzt, am 14. Mai 1922, die Süddeutsche Meisterschaft. Infolgedessen nahm er an der Endrunde um die Deutsche Meisterschaft teil und kam am 21. Mai 1922 beim 5:0-Sieg gegen die TG Arminia Bielefeld im Viertelfinale und bei der 0:4-Niederlage beim Hamburger SV im Halbfinale zum Einsatz.
Aus seiner Zeit bei Wacker ist die folgende Anekdote erhalten:
Wacker bedurfte einer List, sich die Dienste Alfréd „Spezi“ Schaffers, wohl der erste kontinentaleuropäische Superstar, zu sichern. Dieser hatte ursprünglich beabsichtigt, den 1. FC Nürnberg in Richtung Basel zu verlassen, wurde dann jedoch von Eugen Seybold und Alfred Bernstein überredet, an der Isar zu spielen. Weil Schaffer als ausländischer Berufsspieler galt, verweigerte ihm der DFB jedoch 1920 die Spielerlaubnis. Der FC Wacker beschäftigte ihn deshalb zunächst bis zum Frühjahr 1921 nur als Cheftrainer. Dann erschien in der Zeitschrift “Fußball” eine fingierte Verlobungsanzeige Schaffers mit der Schwester von Alfred Bernstein. Diese vorgebliche Schwester Olga gab es zwar gar nicht, aber der DFB war damit überlistet und Schaffer erhielt daraufhin die Spielerlaubnis und war fortan Spielertrainer beim FC Wacker.

### 1924 bis 1928: FC Bayern München
Zur Saison 1924/25 wechselte er zum Lokalrivalen FC Bayern München und blieb bis zum Saisonende 1927/28. Seine Premierensaison 1924/25 schloss er mit acht Punkt-, fünf Pokal- und 17 Freundschaftsspielen ab; sein Ligadebüt gab er am 19. Oktober 1924 (7. Spieltag) beim 1:1-Unentschieden im Heimspiel gegen den 1. FC Nürnberg, sein Debüt im Wettbewerb um den Süddeutschen Pokal am 11. Januar 1925 beim 6:3-Sieg nach Verlängerung beim SSV Jahn Regensburg.
In seiner zweiten Saison 1925/26 bestritt er 14 Punkt-, zwei Pokal- und zehn Freundschaftsspiele; zudem kam er erstmals in zehn Spielen der Endrunde um die Süddeutsche Meisterschaft – und in Folge des Gewinns – in einem Spiel der Endrunde um die Deutsche Meisterschaft zum Einsatz. Sein Debüt zum Auftakt am 16. Mai 1926 in Leipzig wurde gegen die dort ansässige Fortuna von einer unerwarteten 0:2-Niederlage getrübt. Nachdem er in der Saison 1926/27 lediglich in zwei Freundschaftsspielen eingesetzt worden war, kam er in seiner letzten Saison 1927/28 für den FC Bayern München in fünf zum Einsatz, darüber hinaus in zwei Punkt- 14 Spielen der Endrunde um die Süddeutsche und drei Spielen der Endrunde um die Deutsche Meisterschaft zum Einsatz. Dabei konnte er mit den Bayern den Erfolg bezüglich der beiden Titel Süddeutsche Meisterschaft und Süddeutscher Pokal wiederholen. In der Endrunde um die Deutsche Meisterschaft 1928  gab es nach dem 3:0-Sieg über Wacker Halle im Achtelfinale in Halle und dem 5:2-Sieg über die SpVgg Sülz 07 im Viertelfinale in München eine 2:8-Niederlage gegen Hamburger SV im Halbfinale. Allerdings musste in der zweiten Halbzeit beim Stand von 1:1 der Verteidiger Emil Kutterer ins Tor stellen, da sich Bernstein einen Fingerbruch zugezogen hatte.
Während seiner Vereinszugehörigkeit bestritt er 24 Punktspiele, sieben Pokalspiele, 24 Endrundenspiele um die Süddeutsche und vier um die Deutsche Meisterschaft, sowie 34 Freundschaftsspiele; mit seinen Einsätzen trug er zu jeweils einer Südbayerischen und Bayerischen und zu zwei Süddeutschen Meisterschaften bei.

### Automobilsport
Ab 1928 betätigte er sich am Automobilsports, zunächst mit einem Stoewer, später mit einem Bugatti in der Klasse bis 2000 ccm.

## Erfolge
FC Wacker München
- Süddeutscher Meister 1922
- Bayrischer Meister 1922
- Südbayerischer Meister 1919, 1921, 1922

FC Bayern München
- Süddeutscher Meister 1926, 1928
- Bayrischer Meister 1926
- Südbayrischer Meister 1928